# Alidadă

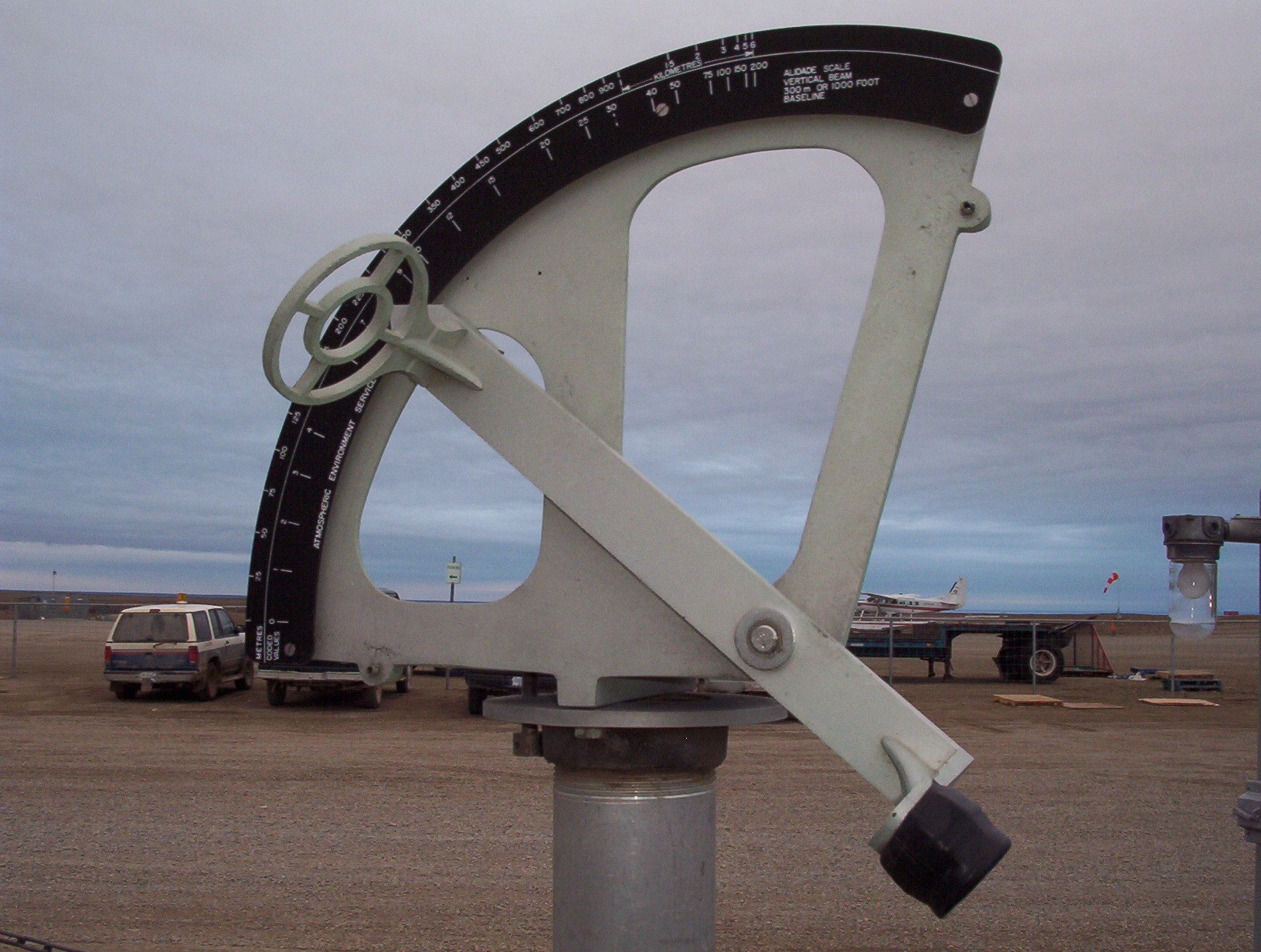
Alidadă

Alidada este un instrument de navigație fixat pe cercul gradat al compasului magnetic sau girocompasului de la bordul unei nave și destinat măsurării direcțiilor pe mare.